# Synaptomys cooperi
Synaptomys cooperi är en däggdjursart som beskrevs av Baird 1858. Synaptomys cooperi ingår i släktet myrlämlar och familjen hamsterartade gnagare. IUCN kategoriserar arten globalt som livskraftig. Inga underarter finns listade.

## Utseende
Arten liknar de äkta lämlar (Lemmus) i utseende men den tillhör ett annat släkte. Den har en mörkbrun till kastanjebrun päls på ryggen och buken har en gråaktig färg. I djurets orange framtänder finns en ränna. Individerna blir 11 till 14 cm långa med svansen och vikten varierar mellan 20 och 50 gram. Svansen är bara något längre än de bakre extremiteterna.

## Utbredning och habitat
Synaptomys cooperi förekommer i sydöstra Kanada och nordöstra USA. Utbredningsområdets norra gräns sträcker sig från södra delen av Winnipegsjön
till centrala Québec. Södra gränsen går ungefär från södra Kansas över norra Arkansas och norra Georgia till centrala Virginia. En avskild population finns i sydöstra Virginia och nordöstra North Carolina.
Arten hittas i nästan alla habitat som finns i utbredningsområdet som ängar, skogar, buskskogar och träskmarker.

## Ekologi
Synaptomys cooperi bygger underjordiska tunnelsystem som ligger några centimeter under markytan. Individerna vilar även i självbyggda bon av gräs som göms under rötter eller andra växtdelar. Ibland förekommer många individer i samma region men det är inte helt utrett om de har ett socialt beteende förutom parningen.
Denna lämmel kan vara aktiv på dagen och på natten och den håller ingen vinterdvala. Födan utgörs av örter, frön, rötter och små frukter.
Honor kan para sig hela året och de flesta ungar föds mellan april och september. I södra delar av utbredningsområdet har honan vanligen flera kullar per år. Dräktigheten varar 21 till 23 dagar och sedan föds oftast 2 till 5 ungar, ibland upp till 8 ungar. Könsmognaden uppnås efter cirka två månader. I naturen blir Synaptomys cooperi sällan äldre än ett år.